# Тоннэгу
Район Тоннэ (кор. 동래구?, 東萊區? Тоннэгу) — муниципальный округ (гу) в северо-центральной части центра городской агломерации Пусан (Республики Корея). Площадь 16,7 км², население 300 000 человек.
В Тоннэгу находится крепость Тоннэыпсон. В районе Ончхон располагается крупнейший в Азии спа-курорт. Китайский Хункоу является городом-побратимом округа.
В состав округа входит семь районов (донов):
- Аллак
- Боксан
- Мёнджан
- Менгён
- Ончхон
- Саджик
- Сумин